# Mary Rand

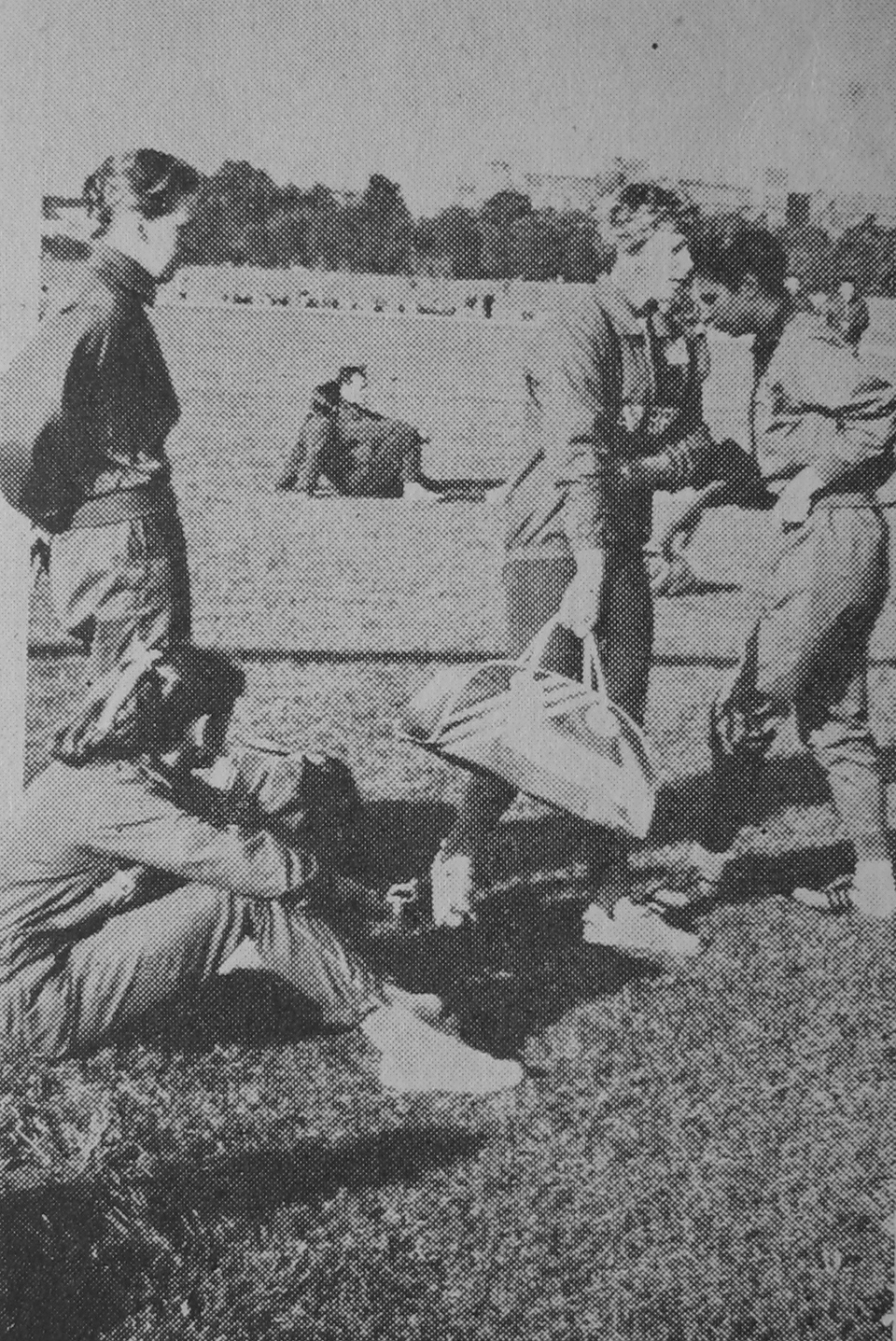
Mary Rand (z torbą) w Warszawie, 1964

Mary Denise Rand (ur. 10 lutego 1940 w Wells jako Mary Bignal) – brytyjska lekkoatletka, trzykrotna medalistka olimpijska z 1964.

## Kariera sportowa
Na igrzyskach Imperium Brytyjskiego i Wspólnoty Brytyjskiej reprezentowała Anglię, a na pozostałych dużych imprezach międzynarodowych Wielką Brytanię.
W wieku 18 lat zdobyła srebrny medal w skoku w dal na Igrzyskach Imperium Brytyjskiego i Wspólnoty Brytyjskiej w 1958 w Cardiff, przegrywając jedynie ze swą koleżanką z reprezentacji Anglii Sheilą Hoskin, a wyprzedzając Bev Watson z Australii. Na tych samych igrzyskach zajęła 5. miejsce w skoku wzwyż. Na mistrzostwach Europy w 1958 w Sztokholmie zajęła 7. miejsce w pięcioboju. Zajęła 4. miejsce w biegu na 80 metrów przez płotki i 9. miejsce w skoku w dal na igrzyskach olimpijskich w 1960 w Rzymie, a sztafeta 4 × 100 metrów z jej udziałem nie ukończyła biegu finałowego.
Rand zdobyła brązowe medale w sztafecie 4 × 100 metrów (która biegła w składzie: Ann Packer, Dorothy Hyman, Daphne Arden i Rand) oraz w skoku w dal (za Tatjaną Szczełkanową ze Związku Radzieckiego i Elżbieta Krzesińską z Polski na mistrzostwach Europy w 1962 w Belgradzie.
Największy sukces odniosła na igrzyskach olimpijskich w 1964 w Tokio. Zdobyła tam trzy medale: złoty w skoku w dal (przed Ireną Kirszenstein (Szewińską) i Szczełkanową, srebrny w pięcioboju (rozdzielając zawodniczki radzieckie Irinę Press i Galinę Bystrową) oraz brązowy w sztafecie 4 × 100 metrów (w składzie: Janet Simpson, Rand, Arden i Hyman). Złoty medal Mary Rand był pierwszym kobiecym złotym medalem olimpijskim w historii brytyjskich występów olimpijskich w lekkoatletyce. Jednocześnie zdobywając ten medal Rand pobiła rekord świata w skoku w dal z wynikiem 6,76 m, odbierając tytuł rekordzistki Tatjanie Szczełkanowej. Rekord Mary Rand przetrwał dokładnie cztery lata aż do igrzysk w Meksyku 1968, gdzie poprawiła go Rumunka Viorica Viscopoleanu.
Na pierwszych europejskich igrzyskach halowych w 1966 w Dortmundzie zdobyła srebrny medal w skoku w dal (za Szczełkanową, a przed Heide Rosendahl z RFN) i brązowy medal w biegu na 60 metrów (za Margit Nemesházi z Węgier i Galiną Mitrochiną z ZSRR) oraz zajęła 4. miejsce w skoku wzwyż. Zwyciężyła w skoku w dal (wyprzedzając inną Angielkę Sheilę Parkin i Violet Odogwu z Nigerii) oraz zajęła 8. miejsce w skoku wzwyż na  Igrzyskach Imperium Brytyjskiego i Wspólnoty Brytyjskiej w 1966 w Kingston. Na mistrzostwach Europy w 1966 w Budapeszcie zajęła 4. miejsce w pięcioboju i 11. miejsce w skoku w dal.
Mary Rand zdobyła wiele tytułów mistrzyni Wielkiej Brytanii: w skoku w dal w latach 1959, 1961 i 1963–1965, w biegu na 80 metrów przez płotki w 1959 i w biegu na 100 metrów przez płotki w 1966, w skoku wzwyż w 1958 i w pięcioboju w 1959 i 1960.
Oprócz ustanowienia rekordu świata w skoku w dal Rand była także sześciokrotną rekordzistką Wielkiej Brytanii w pięcioboju do wyniku 5035 punktów, uzyskanego podczas igrzysk olimpijskich w Tokio 17 października 1964, jednokrotną w sztafecie 4 × 100 metrów z wynikiem 44,0 s (21 października 1964 w Tokio) oraz jednokrotną w biegu na 80 metrów przez płotki z czasem 10,8 s (29 września 1963 w Wołgogradzie).

## Życie prywatne
Mary Bignal trzykrotnie wychodziła za mąż. Jej pierwszym mężem był wioślarz, olimpijczyk Sidney Rand, drugim mistrz olimpijski w dziesięcioboju Bill Toomey, a trzecim John Reese. Mieszka ze swym trzecim mężem w Stanach Zjednoczonych.